# La Plagne-Tarentaise
La Plagne-Tarentaise é uma comuna francesa na região administrativa de Auvérnia-Ródano-Alpes, no departamento da Saboia. Estende-se por uma área de 96.07 km². Em 2010 a comuna tinha 3 831 habitantes (densidade: 39,9 hab./km²).
Foi criada em 1 de janeiro de 2016, após a fusão das antigas comunas de Bellentre, La Côte-d'Aime, Mâcot-la-Plagne e Valezan.